# Chris Haggard
Pour les articles homonymes, voir Haggard (homonymie).
Chris Haggard, né le 28 avril 1971 à Pretoria, est un joueur de tennis sud-africain, professionnel de 1993 à 2009.

## Palmarès

### Titres en double messieurs
| No | Date       | Nom et lieu du tournoi                      | Catégorie   | Dotation  | Surface      | Partenaire    | Finalistes                         | Score            |          |
| -- | ---------- | ------------------------------------------- | ----------- | --------- | ------------ | ------------- | ---------------------------------- | ---------------- | -------- |
| 1  | 26-07-1999 | Generali Open Kitzbühel                     | Series Gold | 500 000 $ | Terre (ext.) | Peter Nyborg  | Alex Calatrava Dušan Vemić         | 6-3, 64-7, 7-64  | Parcours |
| 2  | 15-07-2002 | Energis Open Amersfoort                     | Int' Series | 356 000 $ | Terre (ext.) | Jeff Coetzee  | André Sá Alexandre Simoni          | 7-61, 6-3        | Parcours |
| 3  | 30-09-2002 | AIG Japan Open Tennis Championships Tokyo   | Series Gold | 700 000 $ | Dur (ext.)   | Jeff Coetzee  | Jan-Michael Gambill Graydon Oliver | 7-64, 6-4        | Parcours |
| 4  | 30-12-2002 | AAPT Championships Adélaïde                 | Int' Series | 332 000 $ | Dur (ext.)   | Jeff Coetzee  | Max Mirnyi Jeff Morrison           | 2-6, 6-4, 7-67   | Parcours |
| 5  | 16-08-2004 | Legg Mason Tennis Classic Washington        | Int' Series | 475 000 $ | Dur (ext.)   | Robbie Koenig | Travis Parrott Dmitri Toursounov   | 7-63, 6-1        | Parcours |
| 6  | 20-02-2006 | Regions Morgan Keegan Championships Memphis | Series Gold | 665 000 $ | Dur (int.)   | Ivo Karlović  | James Blake Mardy Fish             | 0-6, 7-5, [10-5] | Parcours |

### Finales en double messieurs
| No | Date       | Nom et lieu du tournoi                                       | Catégorie   | Dotation  | Surface      | Vainqueurs                          | Partenaire       | Score             |          |
| -- | ---------- | ------------------------------------------------------------ | ----------- | --------- | ------------ | ----------------------------------- | ---------------- | ----------------- | -------- |
| 1  | 24-08-1998 | MFS Pro Championships Boston                                 | Int' Series | 315 000 $ | Dur (ext.)   | Jacco Eltingh Paul Haarhuis         | Jack Waite       | 6-3, 6-2          |          |
| 2  | 09-11-1998 | Stockholm Open Stockholm                                     | Int' Series | 800 000 $ | Dur (int.)   | Nicklas Kulti Mikael Tillström      | Peter Nyborg     | 7-5, 3-6, 7-5     |          |
| 3  | 21-04-2003 | Open Seat Godó Barcelone                                     | Series Gold | 900 000 $ | Terre (ext.) | Bob Bryan Mike Bryan                | Robbie Koenig    | 6-4, 6-3          | Parcours |
| 4  | 14-07-2003 | Priority Telecom Dutch Open Tennis Amersfoort                | Int' Series | 355 000 $ | Terre (ext.) | Devin Bowen Ashley Fisher           | André Sá         | 6-0, 6-4          | Parcours |
| 5  | 28-07-2003 | Legg Mason Tennis Classic Washington                         | Int' Series | 575 000 $ | Dur (ext.)   | Ievgueni Kafelnikov Sargis Sargsian | Paul Hanley      | 7-5, 4-6, 6-2     | Parcours |
| 6  | 16-02-2004 | Kroger St. Jude Memphis                                      | Series Gold | 665 000 $ | Dur (int.)   | Bob Bryan Mike Bryan                | Jeff Coetzee     | 6-3, 6-4          | Parcours |
| 7  | 01-03-2004 | Franklin Templeton Tennis Classic Scottsdale                 | Int' Series | 355 000 $ | Dur (ext.)   | Rick Leach Brian MacPhie            | Jeff Coetzee     | 6-3, 6-1          | Parcours |
| 8  | 30-01-2006 | Delray Beach International Tennis Championships Delray Beach | Int' Series | 355 000 $ | Dur (ext.)   | Mark Knowles Daniel Nestor          | Wesley Moodie    | 6-2, 6-3          | Parcours |
| 9  | 19-06-2006 | Ordina Open Bois-le-Duc                                      | Int' Series | 355 000 $ | Gazon (ext.) | Martin Damm Leander Paes            | Arnaud Clément   | 6-1, 7-63         | Parcours |
| 10 | 08-01-2007 | Heineken Open Auckland                                       | Int' Series | 391 000 $ | Dur (ext.)   | Jeff Coetzee Rogier Wassen          | Simon Aspelin    | 69-7, 6-3, [10-2] | Parcours |
| 11 | 12-02-2007 | SAP Open San José                                            | Int' Series | 391 000 $ | Dur (int.)   | Eric Butorac Jamie Murray           | Rainer Schüttler | 7-5, 7-66         | Parcours |
| 12 | 10-09-2007 | China Open Pékin                                             | Int' Series | 475 000 $ | Dur (ext.)   | Rik De Voest Ashley Fisher          | Lu Yen-hsun      | 63-7, 6-0, [10-6] | Parcours |

## Parcours dans les tournois duGrand Chelem

### En simple
N'a jamais participé à un tableau final.

### En double
| Année | Open d'Australie           | Open d'Australie          | Internationaux de France    | Internationaux de France   | Wimbledon                    | Wimbledon               | US Open                     | US Open                     |
| ----- | -------------------------- | ------------------------- | --------------------------- | -------------------------- | ---------------------------- | ----------------------- | --------------------------- | --------------------------- |
| 1997  | —                          | —                         | —                           | —                          | 1/8 de finale B. Behrens     | W. Black J. Grabb       | —                           | —                           |
| 1998  | 2e tour (1/16) N. Godwin   | S. Stolle C. Suk          | 1er tour (1/32) P. Rosner   | T. Woodbridge M. Woodforde | 1/8 de finale P. Rosner      | E. Ferreira R. Leach    | 2e tour (1/16) J. Waite     | S. Stolle C. Suk            |
| 1999  | 2e tour (1/16) P. Nyborg   | W. Black S. Stolle        | 1er tour (1/32) D. Hrbatý   | B. Coupe P. Goldstein      | 2e tour (1/16) K. Braasch    | M. Knowles D. Nestor    | 1/8 de finale P. Nyborg     | S. Lareau A. O'Brien        |
| 2000  | 1/4 de finale M. Barnard   | W. Black A. Kratzmann     | 2e tour (1/16) P. Albano    | G. Etlis M. Rodríguez      | 1er tour (1/32) M. Barnard   | S. Lareau D. Nestor     | 2e tour (1/16) T. Vanhoudt  | J. Oncins D. Orsanic        |
| 2001  | 1/8 de finale T. Vanhoudt  | J. Björkman T. Woodbridge | 1er tour (1/32) T. Vanhoudt | N. Godwin J. Weir Smith    | 1/4 de finale T. Vanhoudt    | J. Novák D. Rikl        | 1er tour (1/32) T. Vanhoudt | J. Novák D. Rikl            |
| 2002  | 1er tour (1/32) G. Bastl   | J. Kerr G. Silcock        | 1er tour (1/32) G. Trifu    | D. Prinosil D. Rikl        | 2e tour (1/16) G. Trifu      | D. Prinosil D. Rikl     | 1er tour (1/32) J. Coetzee  | P. Haarhuis I. Kafelnikov   |
| 2003  | 1/2 finale J. Coetzee      | M. Llodra F. Santoro      | 2e tour (1/16) R. Koenig    | F. López D. Sanguinetti    | 1er tour (1/32) R. Koenig    | G. Lapentti N. Lapentti | 1/8 de finale D. Johnson    | B. Bryan M. Bryan           |
| 2004  | 2e tour (1/16) J. Coetzee  | R. Nadal T. Robredo       | 1er tour (1/32) J. Coetzee  | M. Bertolini R. Koenig     | 1er tour (1/32) J. Coetzee   | L. Arnold Ker M. García | 1er tour (1/32) P. Pála     | R. Nadal T. Robredo         |
| 2005  | 2e tour (1/16) R. Koenig   | W. Black K. Ullyett       | 1er tour (1/32) A. Fisher   | M. Merklein V. Spadea      | 2e tour (1/16) A. Fisher     | J. Björkman M. Mirnyi   | —                           | —                           |
| 2006  | 2e tour (1/16) H. Levy     | J. Acasuso S. Prieto      | 1er tour (1/32) I. Karlović | M. Knowles D. Nestor       | 1er tour (1/32) D. Hrbatý    | T. Phillips R. Wassen   | 1/8 de finale B. Reynolds   | P. Hanley K. Ullyett        |
| 2007  | 2e tour (1/16) S. Aspelin  | J. Benneteau N. Mahut     | 2e tour (1/16) Lee H-t.     | A. Pavel A. Waske          | 1er tour (1/32) M. Matkowski | M. Damm L. Paes         | 2e tour (1/16) T. Johansson | M. Fyrstenberg M. Matkowski |
| 2008  | 2e tour (1/16) R. De Voest | J. Benneteau N. Mahut     | 1er tour (1/32) M. Zverev   | B. Soares D. Vemić         | 1er tour (1/32) L. Zovko     | J. Brunström A. Feeney  | 1er tour (1/32) S. Huss     | R. De Voest A. Fisher       |
| 2009  | 1er tour (1/32) S. Querrey | C. Kas R. Wassen          | —                           | —                          | —                            | —                       | —                           | —                           |

N.B. : le nom du ou de la partenaire se trouve sous le résultat ; le nom des ultimes adversaires se trouve à droite.

## Participation aux Masters

### En double
| Année | Ville     | Surface  | Partenaire   | Résultats | Résultat final    |
| ----- | --------- | -------- | ------------ | --------- | ----------------- |
| 2001  | Bangalore | Dur ext. | Tom Vanhoudt | 0v, 3d    | Éliminé en poules |